# (60006) Holgermandel
(60006) Holgermandel est un astéroïde de la ceinture principale.

## Description
(60006) Holgermandel est un astéroïde de la ceinture principale. Il fut découvert le 13 octobre 1999 à Heppenheim par l'observatoire de Starkenburg. Il présente une orbite caractérisée par un demi-grand axe de 3,10 UA, une excentricité de 0,17 et une inclinaison de 17,2° par rapport à l'écliptique.

## Compléments